# David Färdmar
David Carl Gunnar Färdmar, född 25 mars 1972 i Göteborg, är en svensk manusförfattare, regissör, filmproducent och casting director. 
Färdmar bedrev drama-, film- och TV-studier vid Göteborgs universitet och Institutet för högre TV-utbildning. Han har medverkat som skådespelare i sju revyer under åren 1990-1997. 

## Regi
- 2002 - Den lyckligaste dagen (The Happiest Day)
- 2004 - No Guts, No Glory
- 2008 - LOVE (My name is Love)
- 2011 - Getingdans (A sting of Maud)
- 2014 - Ingen Sorg Bakom Kameran (No Tears Behind The Camera)
- 2018 - Vi Finns Inte Längre (No More We)

## Manus
- 2002 - Den lyckligaste dagen (The Happiest Day)
- 2008 - LOVE (My name is Love)
- 2018 - Vi finns Inte Längre (No More We)